# Bartsteuer

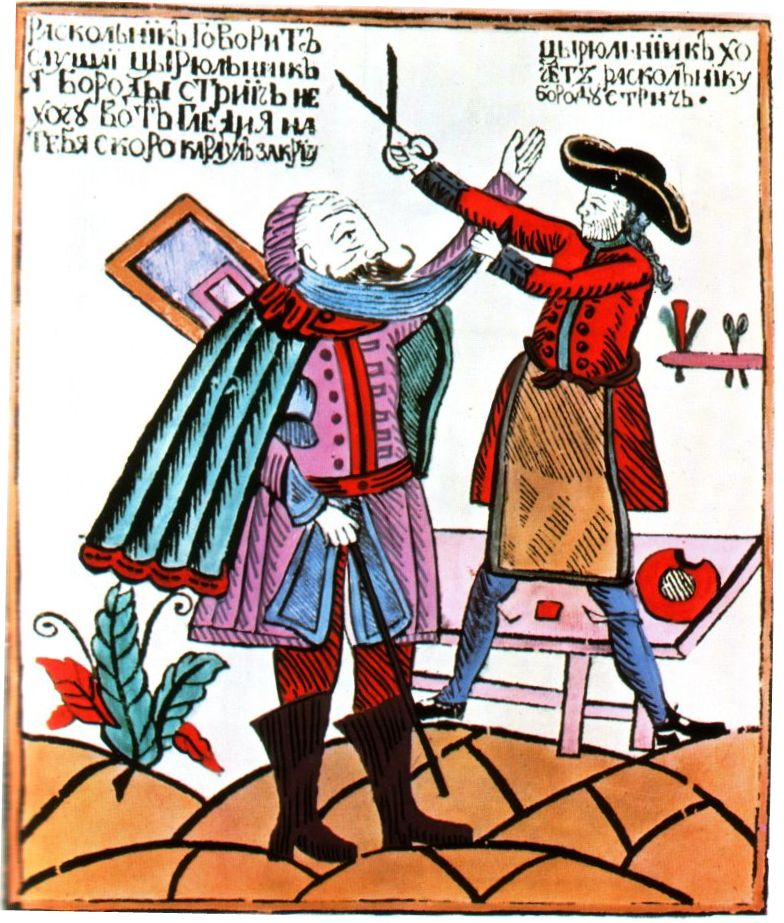
Karikatur auf die Reform Peters des Großen: Einem altgläubigen Russen wird der Bart abgeschnitten, Holzschnitt für ein Flugblatt, Ende 17. Jahrhundert

Die Bartsteuer war in historischer Zeit eine bei Bartträgern erhobene staatliche Lenkungsabgabe. Am bekanntesten ist die auf Veranlassung des Zaren Peter I. in Russland erhobene Abgabe für vorwiegend Altgläubige, die entgegen des Zaren Willen ihren Bart behalten wollten. Doch gab es auch andernorts Entscheidungen, Einfluss auf das Tragen von Bärten über dessen Besteuerung zu nehmen oder es zur Lösung von Finanzproblemen heranzuziehen.

## Russland

### Zeitumstände
Zar Peter I. hatte den Eindruck, dass im Russland seiner Zeit zu sehr an althergebrachten Traditionen festgehalten werde und das Land auf manchen Gebieten einer Modernisierung bedürfe. In seiner Meinung bestärkten ihn Eindrücke, die er auf seiner Reise ins westliche Europa gewonnen hatte. Unter anderem waren wallende Vollbärte in den von ihm besuchten Ländern eher selten zu sehen und auch die Kleidung der bereisten Länder erschien ihm funktionaler als die Gewänder seiner Untertanen. Er nahm sich daher vor, Verschiedenes in seinem Reich zu ändern.
Als er von dieser Reise heimgekehrt war, wurde am 26. Augustjul. / 5. September 1698greg.  im Schloss von Preobraschenskoje, zu jener Zeit der Zarensitz vor Moskau, ein Empfang gegeben, zu dem viele Würdenträger erschienen. Peter der Große erschien die Gelegenheit günstig, gleich ein Zeichen für neu anbrechende Zeiten zu setzen. Er ließ sich Barbierzeug geben und schnitt eigenhändig die langen Bärte seiner Besucher ab. Nur drei Personen entgingen ihrem Bartverlust: Sein früherer Vormund Tichon Strešnev (1644–1719), der russisch-orthodoxe Patriarch Adrian I. und der schon sehr alte Fürst Čerkasskij. Einige Tage danach gab der Zar seinem Hofnarren den Auftrag, die Prozedur des Bartabschneidens bei Hofe fortzusetzen.  An der Tafel des Zaren war nunmehr stets ein des Barbierens kundiger Bediensteter eingesetzt, der jedem erscheinenden Bartträger noch während der Dauer des Mahls die Haare stutzte.
Damit nicht genug, gab Peter am 5. September 1698 einen Ukas heraus, der Männer, ausgenommen Geistliche und tendenziell Bauern, anhielt, sich ihren Vollbart abzurasieren. Doch Widerstände von Betroffenen blieben. Daraufhin belegte er Vollbartträger mit einer Abgabe, die 1701 und 1705 vom Zaren erneut angeordnet wurde. Bauern, die in eine Stadt kamen, mussten die Abgabe bezahlen, wollten sie ihren Bart behalten.

### Einführung und Abgabenerhebung
Die Steuer wurde 1698 eingeführt. Bartträger entrichteten eine Zahlung für das Behalten ihres Gesichtsschmuckes. Von 1705 an erhielten sie im Gegenzug dafür ein rundes Kupferstück, welches bestätigte, dass die Steuer bezahlt war. Diese Quittungsmedaillen werden Bartzeichen, Bart(steuer)marken oder Bartkopeke genannt. Das geprägte Kupferstück musste der Bartträger stets mit sich führen, wollte er nicht riskieren, bei Kontrollen auf offener Straße sofort eine Zwangsrasur zu erleben.
Es enthielt auf dem Avers eine Abbildung des russischen Doppeladlers, darunter zweizeilig das Prägejahr. Das Revers beinhaltet in zwei Zeilen die altkyrillische Aufschrift ДЕНГИ ВЗѦТЫ (Dengi wzęty), in heutigem Russisch деньги взяты (Dengi wzjaty), etwa: „Geld, das entgegengenommen wurde“ sowie eine vereinfachte Abbildung von Nase, Schnurr- und Kinnbart. Die Prägung oblag der Moskauer Münzstätte, die in den Jahren 1698, 1705, 1724 und 1725 Probestücke anfertigte, von denen jedoch lediglich die 1705er-Serie breite Verteilung erreichte. Die späteren Exemplare (1724, 1725) sind im Gegensatz zu den runden früheren Stücken viereckig und nur einseitig beschriftet.

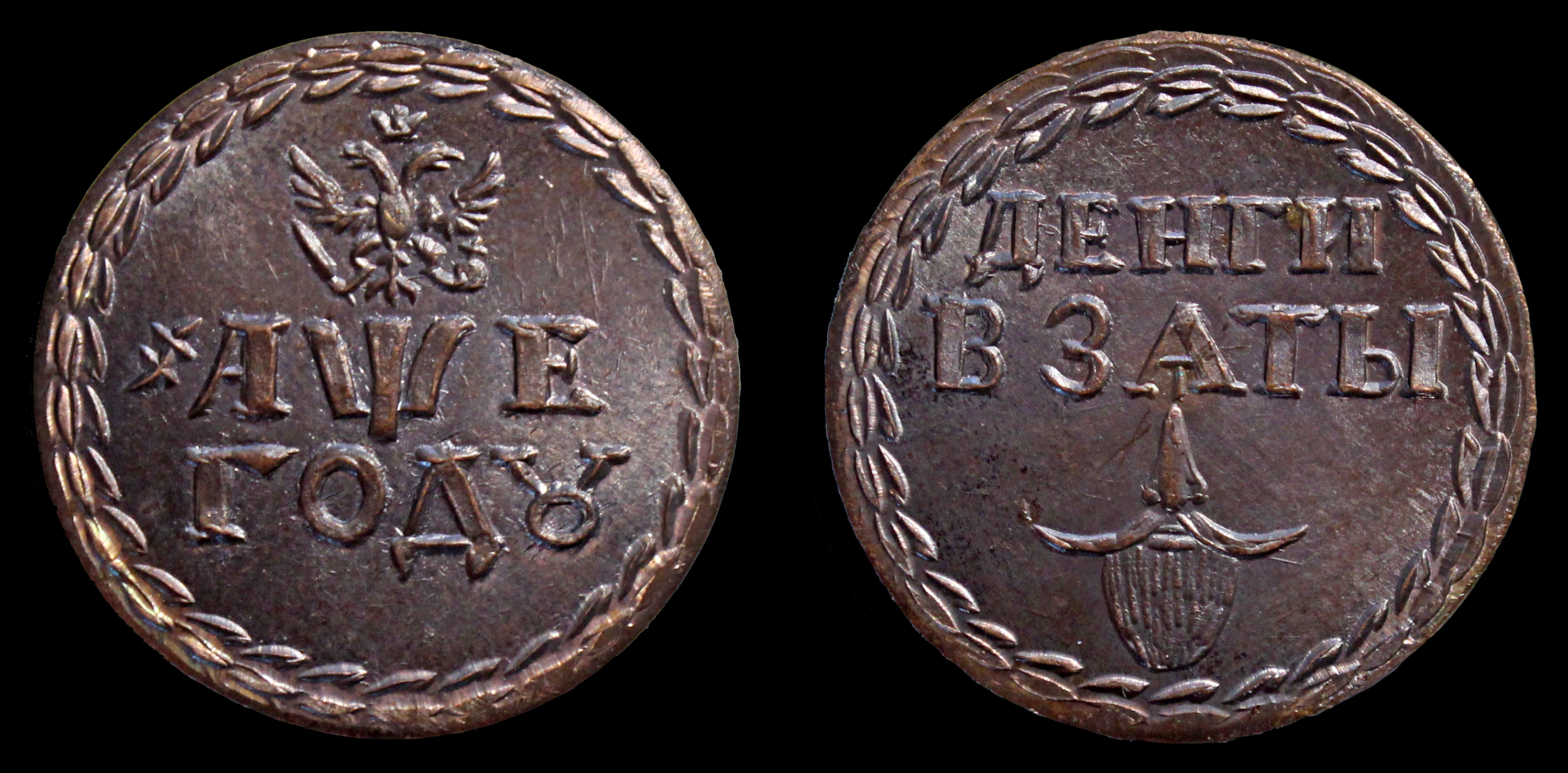
Replik einer russischen Bartsteuermarke aus dem Jahr 1705

Die Höhe der Bartsteuer war bei ihrer Einführung gestaffelt. Die einkommensstarken Kaufleute erhielten für 100 Rubel die Bartsteuermarke, Beschäftigte bei Hofe und Beamte zahlten 60 Rubel, andere Städter 30 Rubel.  Von 1715 an wurden generell 50 Rubel verlangt.
Raskolniki mussten nach einem Zarenerlass vom 4. Juni 1721 alle Abgaben in doppelter Höhe begleichen. Die Verordnung des Zaren Peter des Großen zur Bartsteuer wurde am 6. April 1722 erneuert.
Kontrollposten waren meist an den Stadttoren und Zollstationen zur Überprüfung der steuerlichen Bestimmungen eingeteilt. Neben der Bartsteuer wurde unter anderem auch auf unerwünschte Kleidung, beispielsweise die herkömmlichen Kaftane, geachtet. So ist aus der Wolgastadt Jaroslawl bekannt, dass am Blasiustor rigoros Bärte abgenommen wurden, wenn ein Mann kein Bartzeichen vorweisen konnte.
Die Zarin Katharina II. verzichtete 1772 auf das weitere Erheben der Bartsteuer.

### Die Altgläubigen im Zwiespalt
Die vom Zaren angewiesene Steuer brachte vor allem die Altgläubigen in Gewissenskonflikte, die den Vollbart aus Glaubensgründen sprießen ließen. Ihre Religion sah im Abrasieren der Haare eine „Verhöhnung des Gottesbildes im Menschen“. Eine Bartabnahme und die Anpassung an die Kleidungsvorschriften kam für viele dieser „Raskolniki“ genannten Menschen nicht in Betracht, weshalb eine große Anzahl von ihnen das Zarenreich ins angrenzende Ausland verließ. Die Geflüchteten versuchte im Jahr 1762 die Zarin Katharina II. wieder mit der Zusicherung heimzuholen, dass es keinerlei Nötigungen mehr hinsichtlich Bart und Kleidung für Rückkehrer geben werde.
Es gab Altgläubige, die sich beim Verlust ihres Bartes die Haare zur Verwahrung aushändigen ließen. Sie wiesen an, ihren abgenommenen Haarschmuck beim Tod in ihren Sarg zu legen, damit sie im Jenseits beweisen konnten, die Glaubensregeln im Leben gewissenhaft befolgt zu haben.

### Lenkungszweck
Die Bartsteuer entpuppt sich als frühes Beispiel einer Lenkungsabgabe. Der fiskalische Zweck hat untergeordnete Bedeutung, denn es soll eine Verhaltensänderung beim Betroffenen ausgelöst werden. Dies zeigt sich daran, dass Bärtige ohne Steuermarke rasiert wurden, und nicht etwa die Steuer nachgefordert wurde. Der Staat griff in diesem Fall in die Privatsphäre ein, ohne dass das besteuerte Verhalten als solches dem Gemeinwohl geschadet hätte.

## Weitere Bartsteuer-Erhebungen

### China
Die Idee, modisches Verhalten mit einer Steuer zu belegen, soll dem Ming-Taizu  Hongwu gekommen sein. Als sich in seinem Reich das Tragen von Bärten in den Gesellschaftskreisen verbreitete, weil er selbst über einen solchen verfügte, und er finanzielle Mittel für die Renovierung eines Sommerpalastes benötigte, ließ er eine Bartsteuer erheben.

### Frankreich

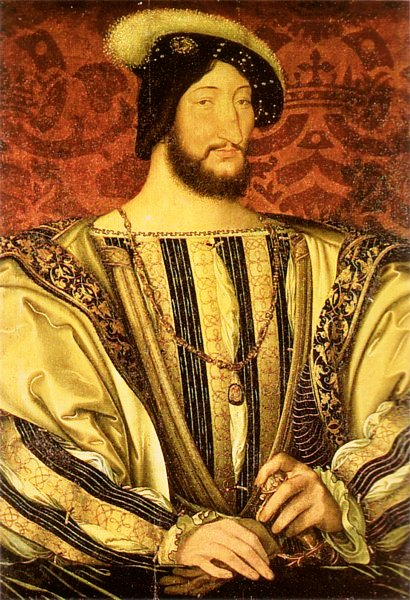
Frankreichs König Franz I.

Eine Abgabe auf Bärte wurde im Frankreich des 16. Jahrhunderts zeitweise von kirchlichen Amtsträgern verlangt. König Franz I. nahm Anstoß daran, dass sich Geistliche einen Bart wachsen ließen. Besonders die bei Hofe verkehrenden kirchlichen Würdenträger ahmten des Königs Barttracht nach. Es gelang ihm, ein päpstliches Breve zu erwirken, das ihm gestattete, eine Abgabe von kirchlichen Bartträgern in Frankreich zu erheben. Das führte zu einer Spaltung zwischen hoher und niederer Geistlichkeit. Die hohen Herren konnten sich das Tragen eines Bartes erkaufen, während faktisch den niederen aus finanziellen Gründen nur das Scheren ihres Haares übrig blieb. Doch sie leisteten hinhaltenden Widerstand. Ein kleiner Trost für den niederen Klerus war nur, dass das Parlament in einer Retourkutsche das Bart-Edikt im Jahr 1535 durchsetzte, das Anwälten vorschrieb, vor Gerichtshöfen bartlos zu erscheinen. Schließlich entschied die Pariser Sorbonne im Jahr 1561, dass das Tragen eines Bartes mit priesterlicher Ehrbarkeit unvereinbar sei und stellte damit einheitliche Verhältnisse her. Die Abgabe war vom Tisch.

### Lykien
Aus dem Altertum ist eine Bartsteuer in Lykien bekannt.